# Diecezja Gboko
Diecezja Gboko – diecezja rzymskokatolicka  w Nigerii. Powstała w 2012.

## Biskupi ordynariusze
- William Amove Avenya (od 2012)